# 4300 Marg Edmondson
4300 Marg Edmondson је астероид главног астероидног појаса чија средња удаљеност од Сунца износи 2,332 астрономских јединица (АЈ).
Апсолутна магнитуда астероида је 13,2.